# MHC Sint-Oedenrode
MHC Sint-Oedenrode is een Nederlandse hockeyclub uit Sint-Oedenrode (Noord-Brabant). 
De MHC werd op 14 juli 1961 opgericht. Aanvankelijk heette de club Rhockey, maar die naam werd veranderd naar MHC Sint-Oedenrode. Bij de oprichting had de club 26 leden. De eerste jaren waren moeilijk: zonder een vast speelveld met kleedlokalen kon er geen lidmaatschap bij de KNHB worden bewerkstelligd. Dat lidmaatschap bij de hockeybond kwam er uiteindelijk in 1974 na tien jaar kandidaat-lidmaatschap. De club groeide gestaag met in 1970 85 en in 1985 450 leden. De club is gevestigd op sportpark Kienehoef. Hier werd in 1986 het eerste kunstgrasveld aangelegd. In 1993 werden een nieuw clubhuis met kleedlokalen gerealiseerd.